# Touch My Fire
Chansons représentant le Royaume-Uni au Concours Eurovision de la chanson
 Hold Onto Our Love
(2004) Teenage Life
(2006)
Touch My Fire est la chanson de la chanteuse britannique Javine qui représente le Royaume-Uni au Concours Eurovision de la chanson 2005 à Kiev, en Ukraine.

## Eurovision 2005
La chanson est présentée en 2005 à la suite d'une sélection interne.
Elle participe directement à la finale du Concours Eurovision de la chanson 2005, le 21 mai 2005, le Royaume-Uni faisant partie du "Big 4".